# Móricz Pál (országgyűlési képviselő)
Técsői Móricz Pál (Taracköz, Máramaros vármegye, 1826. február 15. – Berettyóújfalu, Bihar vármegye, 1903. május 27.), a Szabadelvű Párt országgyűlési képviselője, földbirtokos, a debreceni református egyházmegye segédgondnoka.

## Élete
A tekintélyes református nemesi származású técsői Móricz családnak a sarja. Apja, técsői Móricz Péter (1791–1861), Máramaros vármegye alispánja, országgyűlési követe, földbirtokos, anyja, darvai Darvay Anna (1793–1873) asszony volt. Apai nagyszülei técsői Móricz István (1736–1799), Máramaros vármegye főjegyzője, földbirtokos, és Várady Ágnes asszony voltak. Móricz Pál egyik bátyja, técsői Móricz Károly (1819–1894), királyi testőr, földbirtokos, az 1848-as szabadságharc alatt alezredes, később huszti országgyűlési képviselő; a másik két bátyja, técsői Móricz Sámuel (1822–1849), a 13. számú lovas ezredbeli főhadnagya az 1848-as szabadságharc alatt, valamint técsői Móricz Antal (1818–1888), földbirtokos, aki országgyűlési képviselő az 1848-as szabadságharc alatt. Móricz Pál öccse, técsői Móricz Lajos (1832–1910), királyi törvényszéki elnök, földbirtokos.
Móricz Pál apja, Móricz Péter Máramaros vármegye követe volt az 1832—36. és 1837—40-iki pozsonyi országgyűlésen, amely időben fia Pozsonyban, később Máramarosszigeten tanult. 1846-ban köz- és váltóügyvédi oklevelet szerzett. 1847-től Máramaros vármegye tiszti alügyésze. 1849-ig a szabadelvű párt élén, melynek jegyzője volt, részt vett a megyei ülésekben; e mellett szorgalmasan írt Csengery "Pesti Hírlap"-jába. Megnősülvén mezőtelegdi Miskolczy Borbálával, Bihar vármegyébe költözött és mezőgazdaságnak adta magát. 1860-ban sárréti szolgabírónak, 1867-ben Biharmegye főjegyzőjévé választották. 1868-tól kezdődőleg a bárándi kerületet két választási cikluson át képviselte az országgyűlésen; később 1872-től Udvarhelyszéken, majd 1875-től Fogarason és Szarvason egyszerre választották meg képviselőnek, amely két mandátum közül az utóbbit fogadta el és ugyancsak Szarvas várost képviselte 1884-ig. Ekkor kisebbségben maradván, csak az országgyűlés vége felé jutott be ismét a házba, mint Újvidék képviselője 1884-től, e mandátum Bende Imre besztercebányai püspökké történt kineveztetése után megüresedvén.
A református egyház terén is működvén, 1870-ben megválasztották a debreceni egyházmegye segédgondnokává és jóllehet ott a választás azon időben élethossziglani hatással bírt, a politikai téren való bokros teendői és elfoglaltsága lemondásra ösztönözték. Képviselősége idejének első fele a balközépre esett, melynek vezérkarához tartozott. 1873-tól a balközép végrehajtó bizottságának tagja és a pártkör alelnöke volt a fusizóig. 1875-től folytonosan tagja volt a szabadelvű párt végrehajtó és kijelölő bizottságának. Több éven át tagja volt a pénzügyi és zárszámadási bizottságoknak; tagja volt többször a delegációnak, a kiegyezéskor részt vett a kvóta-bizottság működésében. Tisza Kálmán híveihez tartozott és a szabadelvű párt klubjának igazgatója volt 1891-ig. 1891-ben csődöt kért maga ellen, de 1895-ben hitelezőivel kiegyezett.
Berettyóújfaluban, 1903. május 27-én hunyt el.

## Házassága és leszármazottjai
1854. augusztus 1-jén Berettyóújfaluban feleségül vette a nemesi származású mezőtelegdi Miskolczy Borbála (Debrecen, 1833. január 10.–Budapest, 1913. december 17.) kisasszonyt, akinek a szülei mezőtelegdi Miskolczy Károly (1809–1867) Bihar vármegye első alispánja, 1848.-ik országgyűlési képviselője, a debreceni református egyház segédgondnoka, földbirtokos, és csokaji Fényes Karolina (1809–1859) asszony voltak. Móricz Pál és Miskolczy Borbála frigyéből született:
- técsői Móricz Margit (1855–Penc, 1938. november 24.).[15] Férje, hernádvécsei Vécsey Tamás (Szikszó, 1839. február 24. – Budapest, 1912. április 14.) magyar jogtudós, politikus, egyetemi tanár, a Magyar Tudományos Akadémia rendes, majd tiszteleti tagja.
- técsői Móricz Sámuel (Berettyóújfalu, 1857. július 6.–Pest, 1879. március 21.)[16]
- técsői Móricz Karolin (Berettyóújfalu, 1860. február 20.–Budapest, 1918. október 1.), a II. osztályú Erzsébet rend tulajdonosa.[17] Férje, parnói Molnár Viktor (Gálszécs, 1853. augusztus 4. – Vencsellő, 1919. április 19.) jogi doktor, Temes vármegye és Temesvár főispánja, a Lipót-rend lovagja.
- técsői Móricz Paula (1868–Sarmaság, 1927. január 5.).[18] Férje, sarmasági Frölich Albin (1860–Budapest, 1917. március 9.).[19]
- técsői Móricz Pál (Berettyóújfalu, 1869. március 16.–Budapest, 1918. január 23.), cs. és kir. kamarás, esztári földbirtokos.[20] Felesége, szunyoghi Szunyogh Borbála.
- técsői Móricz Anna. Férje, Molnár Béla.